# Hoa Kim Chính Nhật
Hoa Kim Chính Nhật là một giống hoa mang tên cố lãnh đạo Bắc Triều Tiên Kim Chính Nhật. Đây là một giống cây trồng thuộc Nhóm Tuberhybrida (Begonia × tuberhybrida) của chi thu hải đường.
Mặc dù được gọi là hoa Kim Chính Nhật song đây không phải là quốc hoa của Cộng hòa Dân chủ Nhân dân Triều Tiên. Quốc hoa của đất nước này là Mộc lan.
Để kỉ niệm sinh nhật lần thứ 46 của Kim Chính Nhật vào năm 1988, nhà thực vật học người Nhật Bản Kamo Mototeru đã trồng một giống thu hải đường lâu năm mang tên "kimjongilia" (có nghĩa là "hoa Kim Chính Nhật"), đại diện cho sự nghiệp cách mạng Chủ thể của Lãnh thụ Kính yêu. Giống hoa được mô tả như là một "vật kỉ niệm của tình hữu nghị Triều-Nhật". Giống hoa này tượng trưng cho minh triết, tình yêu, công bằng và hòa bình. Loại cây này được chăm sóc để nở hoa hàng năm vào đúng ngày sinh nhật 16 tháng 2 của Kim Chính Nhật.
Hoa Kim Chính Nhật từ Vườn Bách thảo Trung ương Triều Tiên đã lan ra khắp Bắc Triều Tiên, và sau đó đã có mặt tại trên 60 quốc gia, bao gồm cả Hoa Kỳ và Nga.
Ngày 21 tháng 10 năm 2008, Hãng thông tấn Trung ương Triều Tiên (KCNA) đã công bố một chất bảo quản đang được phát triển để giúp hoa có thể nở trong một thời gian lâu hơn.

## Bài hát
Một bài hát đã được một số nhạc sĩ Bắc Triều Tiên sáng tác, cũng có tựa đề Kimjongilia, viết về giống hoa:
Những bông hoa đỏ nở trên đất đai của chúng ta 

Giống như những trái tim: tràn đầy tình yêu với lãnh tụ 

Trái tim chúng ta theo sau những chồi non của hoa Kim Chính Nhật 

Ơi! Bông hoa cho lòng trung thành của chúng ta!